# Bộ nguồn

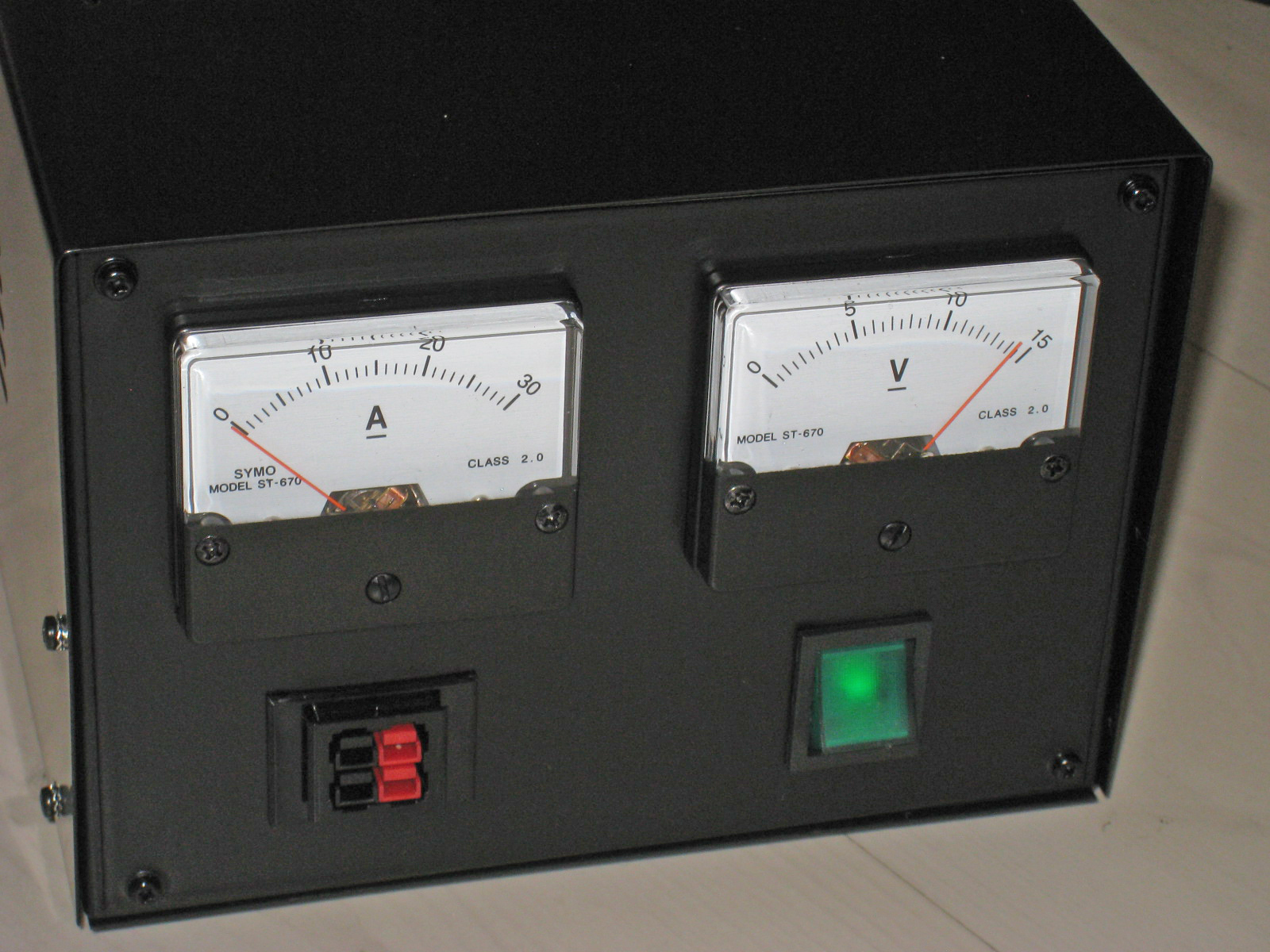
Một bộ nguồn máy tính để bàn đa năng đơn giản được sử dụng trong các phòng thí nghiệm điện tử, với đầu nối đầu ra nguồn được nhìn thấy ở phía dưới bên trái và đầu nối nguồn (không hiển thị) nằm ở phía sau

Bộ nguồn là một thiết bị điện cung cấp năng lượng điện cho phụ tải điện. Chức năng chính của nguồn cung cấp là chuyển đổi dòng điện từ nguồn sang điện áp, dòng điện và tần số chính xác để cấp nguồn cho tải. Do đó, nguồn cung cấp năng lượng đôi khi được gọi là bộ chuyển đổi năng lượng điện. Một số bộ nguồn là các thiết bị độc lập riêng biệt, trong khi một số khác được tích hợp vào các thiết bị tải mà chúng cung cấp năng lượng. Các ví dụ sau này bao gồm các bộ nguồn được tìm thấy trong máy tính để bàn và các thiết bị điện tử tiêu dùng. Các chức năng khác mà nguồn cung cấp năng lượng có thể thực hiện bao gồm giới hạn dòng điện được tải bởi mức an toàn, tắt dòng điện trong trường hợp có sự cố về điện, điều hòa năng lượng để ngăn nhiễu điện tử hoặc điện áp tăng vọt trên đầu vào đạt đến tải, cấp nguồn với hiệu chỉnh hệ số và lưu trữ năng lượng để nó có thể tiếp tục cung cấp năng lượng cho tải trong trường hợp gián đoạn tạm thời trong nguồn điện (nguồn cung cấp điện liên tục).
Tất cả các bộ nguồn đều có kết nối đầu vào nguồn, nhận năng lượng dưới dạng dòng điện từ một nguồn và một hoặc nhiều kết nối đầu ra nguồn cung cấp dòng cho tải. Các nguồn năng lượng có thể đến từ các lưới điện, chẳng hạn như một ổ cắm điện, lưu trữ năng lượng các thiết bị như pin hoặc pin nhiên liệu, máy phát điện hoặc điện xoay điện, thiết bị  chuyển đổi năng lượng mặt trời, hoặc một nguồn cung cấp điện khác. Đầu vào và đầu ra của bộ nguồn thường là các kết nối mạch cứng, mặc dù một số bộ nguồn sử dụng truyền năng lượng không dây để cung cấp năng lượng cho thiết bị tải mà không cần kết nối có dây. Một số nguồn cung cấp điện cũng có các loại đầu vào và đầu ra khác, với các chức năng như giám sát và kiểm soát từ bên ngoài.